# Johann Lukas Schönlein

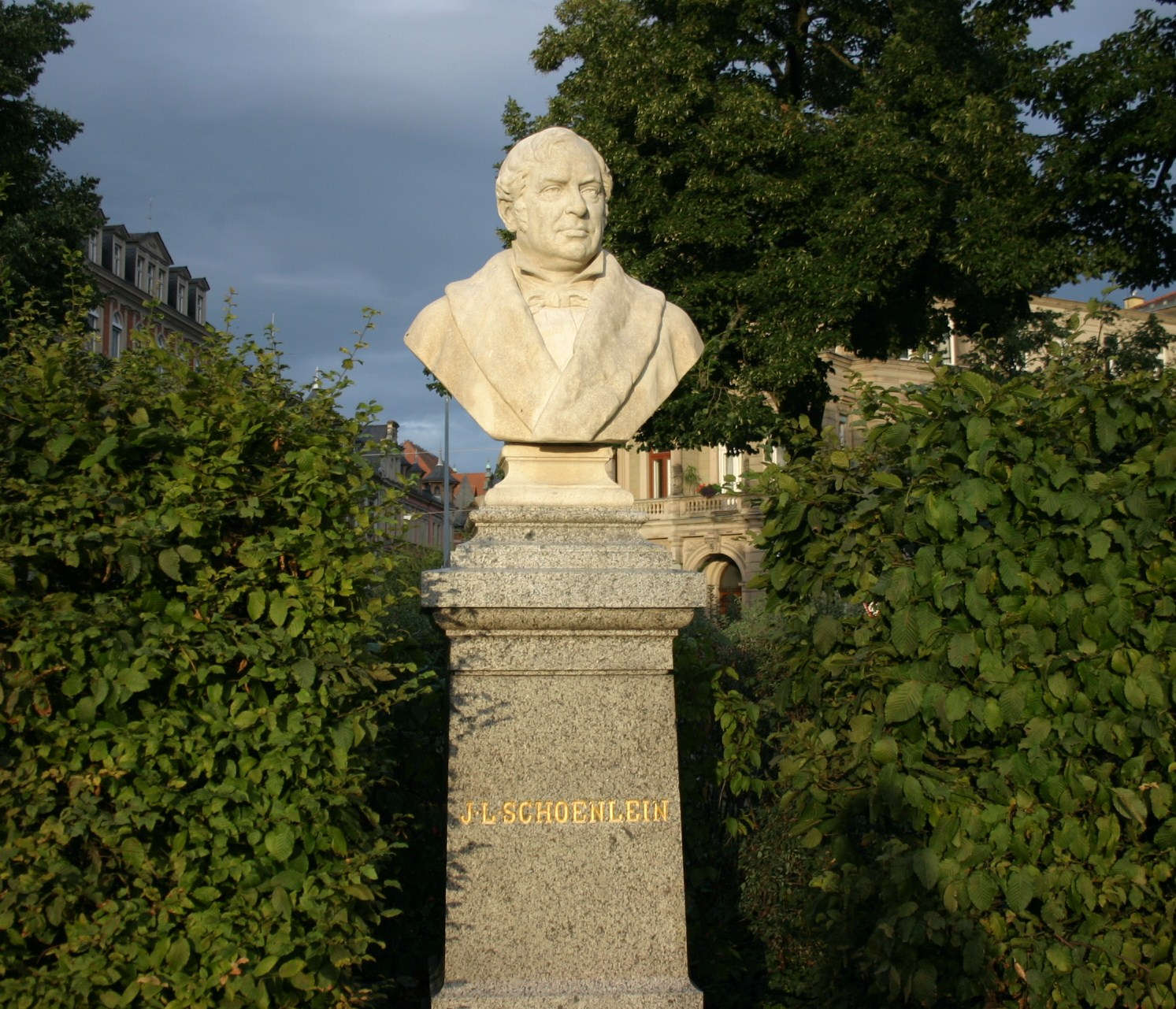
Mellszobra a bambergi Schönlein téren

Johann Lukas Schönlein (Bamberg, 1793. november 30. – Bamberg, 1864. január 23.) német orvos, patológus, orvostörténész és paleobotanikus. Botanikai szakmunkákban nevének rövidítése: „ Schönl”.

## Élete
1817-ben a Würzburgi Egyetemen habilitált és egyetemi magántanár lett, 1820-ban ugyanott tanár, majd 1824-ben az ottani Julius-kórház vezető orvosa lett. 1833-ban politikai okoknál fogva Svájcba menekült és tanár, majd igazgató lett a zürichi orvosi klinikán. 1839-ben tanár és igazgató volt a berlini Charité orvosi klinikáján; 1841-ben királyi udvari orvos, titkos főorvostanácsos és előadó tanácsos a minisztériumban. 1844-ben a Leopoldina tagjává választották. 1858-ban Bambergbe nyugalomba vonult. Ő az orvostan természettudományi irányának egyik alapítója. Előadásainak kiadása: Klinische Vorträge im Charitékrankenhause zu Berlin, szerkeszti és kiadja de Güterbock (Berlin, 1842, 3. kiad. 1843-44.). Bambergben 1874. november 30-án leplezték le szobrát.